# Kościół Świętej Trójcy w Sannikach
Kościół świętej Trójcy – rzymskokatolicki kościół parafialny należący do dekanatu Sanniki diecezji łowickiej. Znajduje się w mieście Sanniki, w województwie mazowieckim.

## Historia
Prac budowlane zostały rozpoczęte w 1870 roku i zostały sfinansowane przez rodzinę Natansonów. Projektantem świątyni był architekt Franciszek Tournelle, a nadzór nad budową sprawował Julian Tomasz Matłaszyński. Kościół został konsekrowany dopiero w 1900 roku. Uroczystości przewodniczył metropolita warszawski, arcybiskup Wincenty Teofil Popiel. Świątynia została wzniesiona w stylu neoklasycystycznym, jest budowlą murowaną, jednonawową, wybudowaną na planie prostokąta i posiada dwie wieże. Kościół posiada wezwanie Świętej Trójcy, tak jak nieistniejąca pierwsza świątynia z XV wieku. W budowli znajduje się pochodzący z 1. połowy XVII wieku obraz św. Barbary, namalowany na desce przez nieznanego artystę. Z tego samego czasu pochodzi wczesnobarokowy krucyfiks oraz klasycystyczna monstrancja wysadzana półszlachetnymi kamieniami. Monstrancja została podarowana świątyni przez Kazimierza Serwasa z Sannik w 1799 roku. Do naczyń liturgicznych mających dużą wartość artystyczną i historyczną należy barokowy kielich wykonany w 2. połowie XVII wieku, odnowiony w 1757 roku. Świątynia posiada również 2 mniej cenne kielichy z XVIII wieku oraz mający około 200 lat cynowy lichtarz, 2 kropielnice ustawione przed wejściem do budowli wydrążone w granitowych głazach pochodzą zapewne z czasów średniowiecza. Kościół posiada organy wykonane w 1910 roku w warszawskiej pracowni Stanisława Szyszkiewicza, przebudowane przez firmę organmistrzowską Włodzimierza Truszczyńskiego. Instrument posiada 3,5 m wysokości oraz po 2,8 m szerokości i głębokości. Organy podzielone są na trzy pola piszczałkowe, środkowe jest zwieńczone figurą grającego na harfie króla Dawida. Posiadają 18 głów, dwa manuały po 54 klawisze oraz pedał z 25 klawiszami.

## Galeria

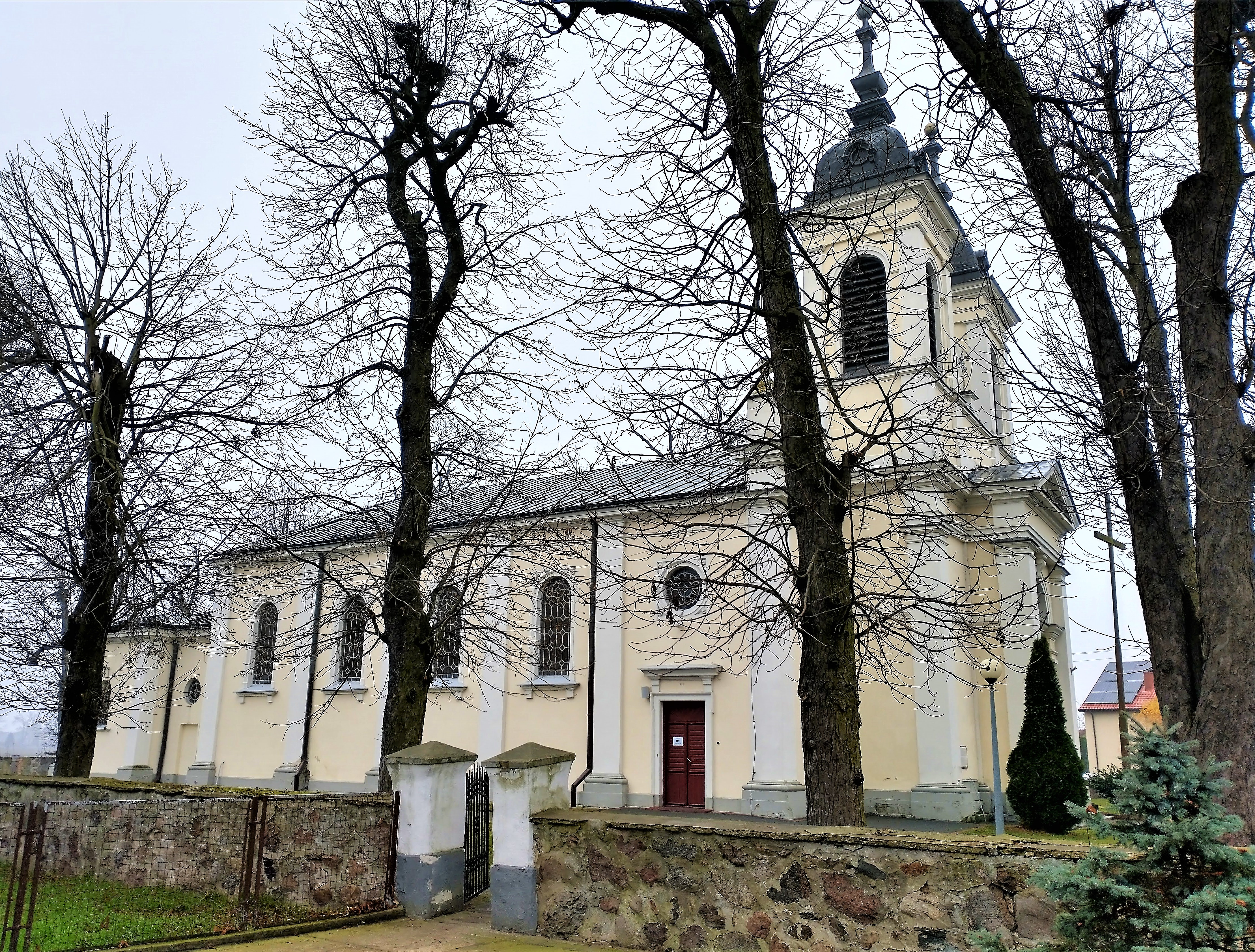
Elewacja boczna
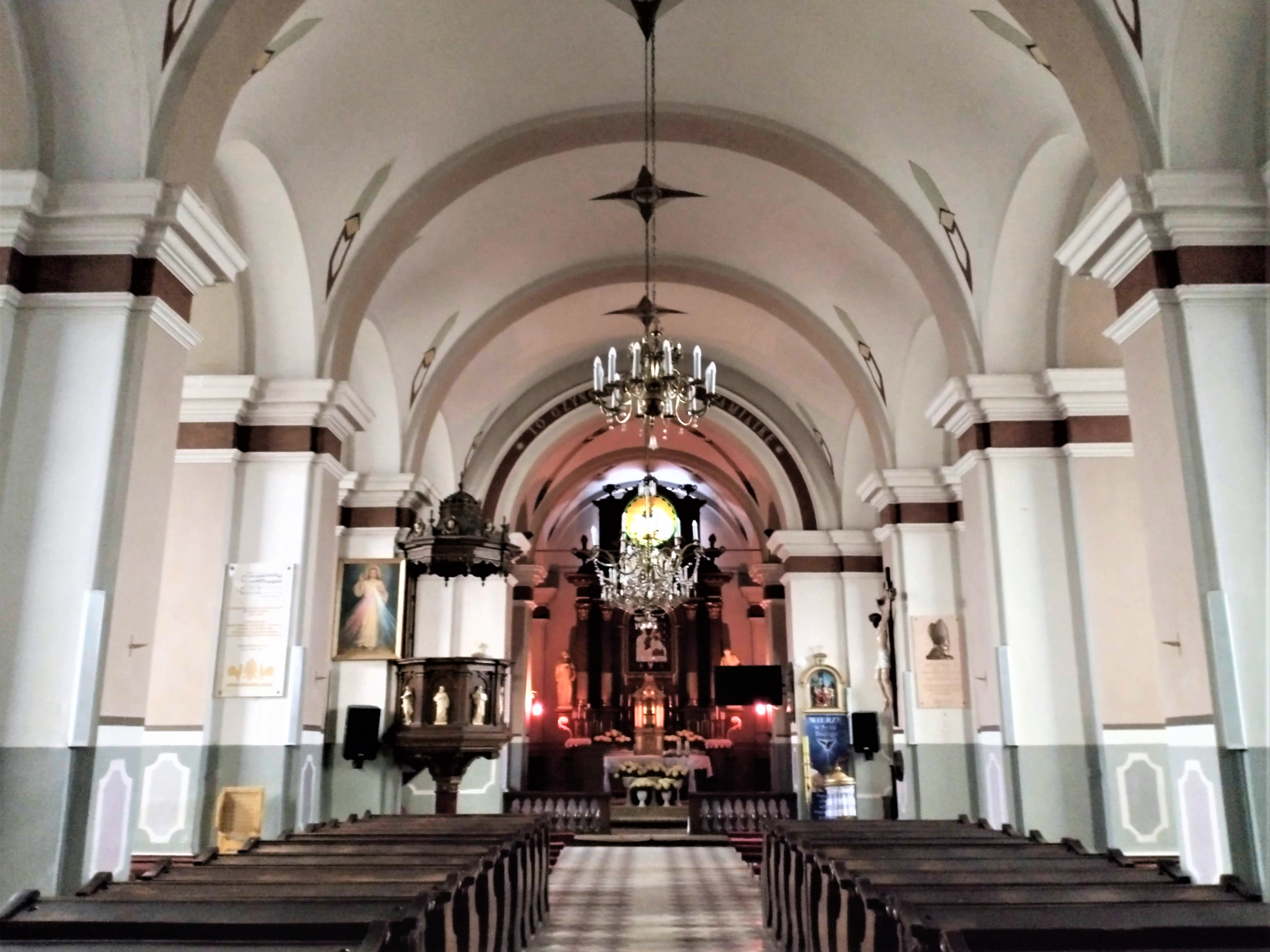
Wnętrze
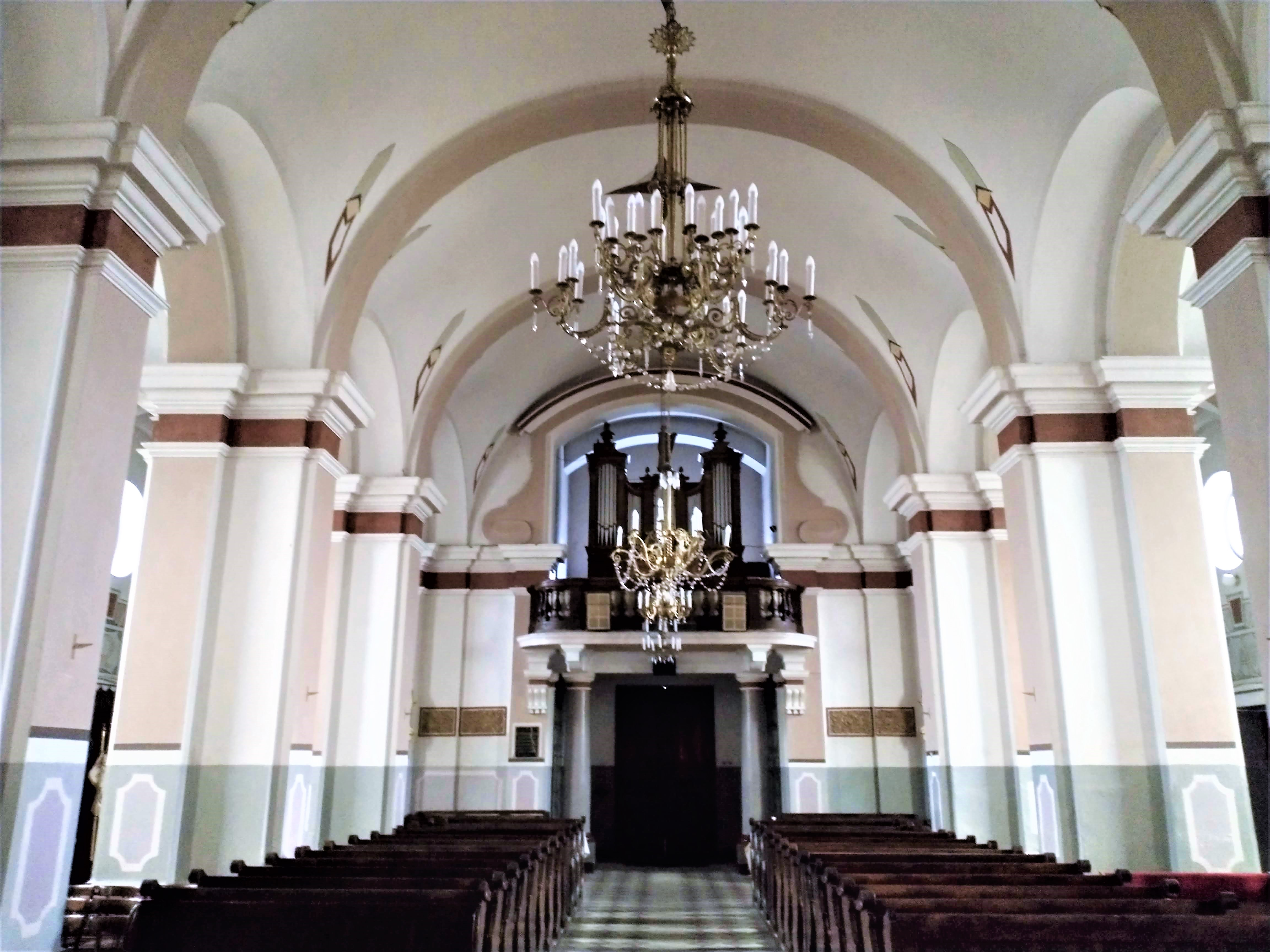
Chór
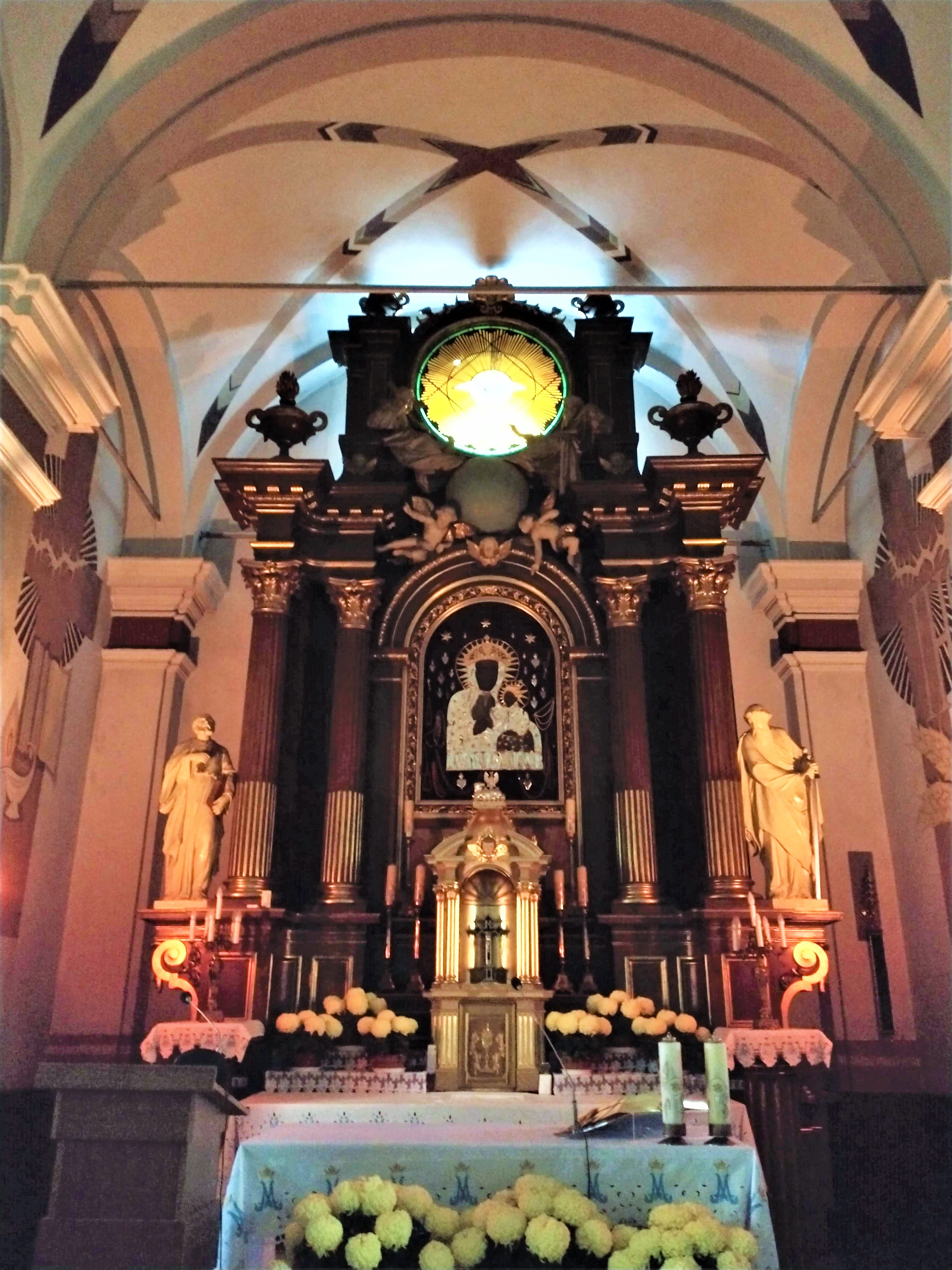
Ołtarz główny